# Pseudodontodynerus dunbrodyensis
Pseudodontodynerus dunbrodyensis är en stekelart som först beskrevs av Cameron 1905.  Pseudodontodynerus dunbrodyensis ingår i släktet Pseudodontodynerus och familjen Eumenidae. Inga underarter finns listade i Catalogue of Life.